# Sankt Lorenz
Sankt Lorenz osztrák község Felső-Ausztria Vöcklabrucki járásában. 2018 januárjában 2493 lakosa volt.

## Elhelyezkedése

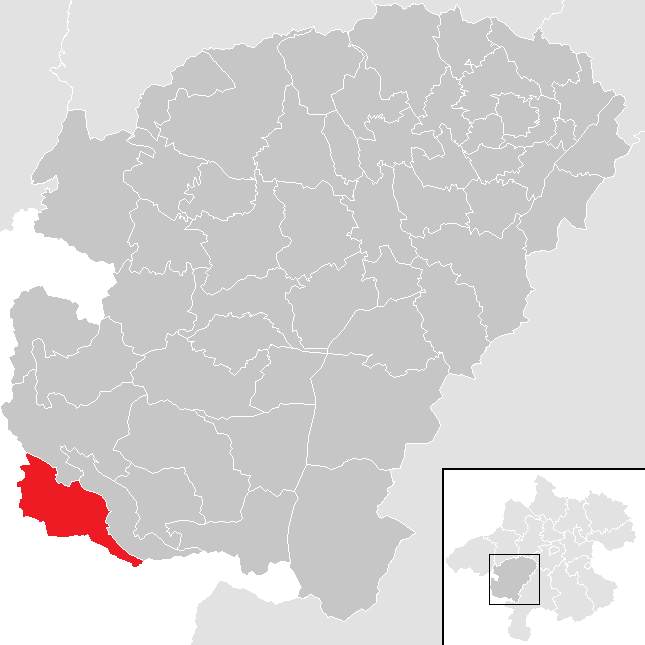
Sankt Lorenz a Vöcklabrucki járásban

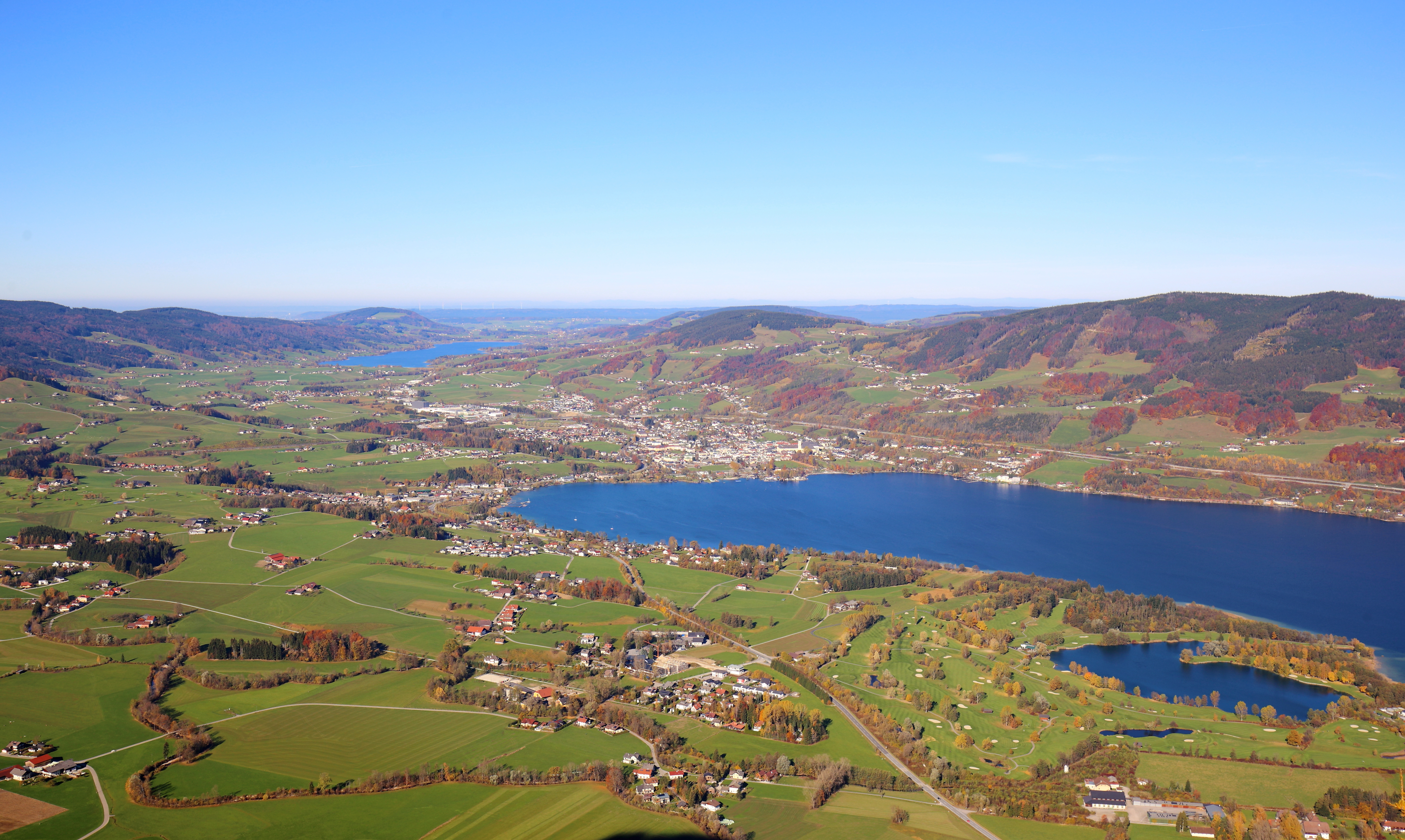
A tó északi része (előtérben St. Lorenz, a túlparton Mondsee, a távolban az Irrsee)

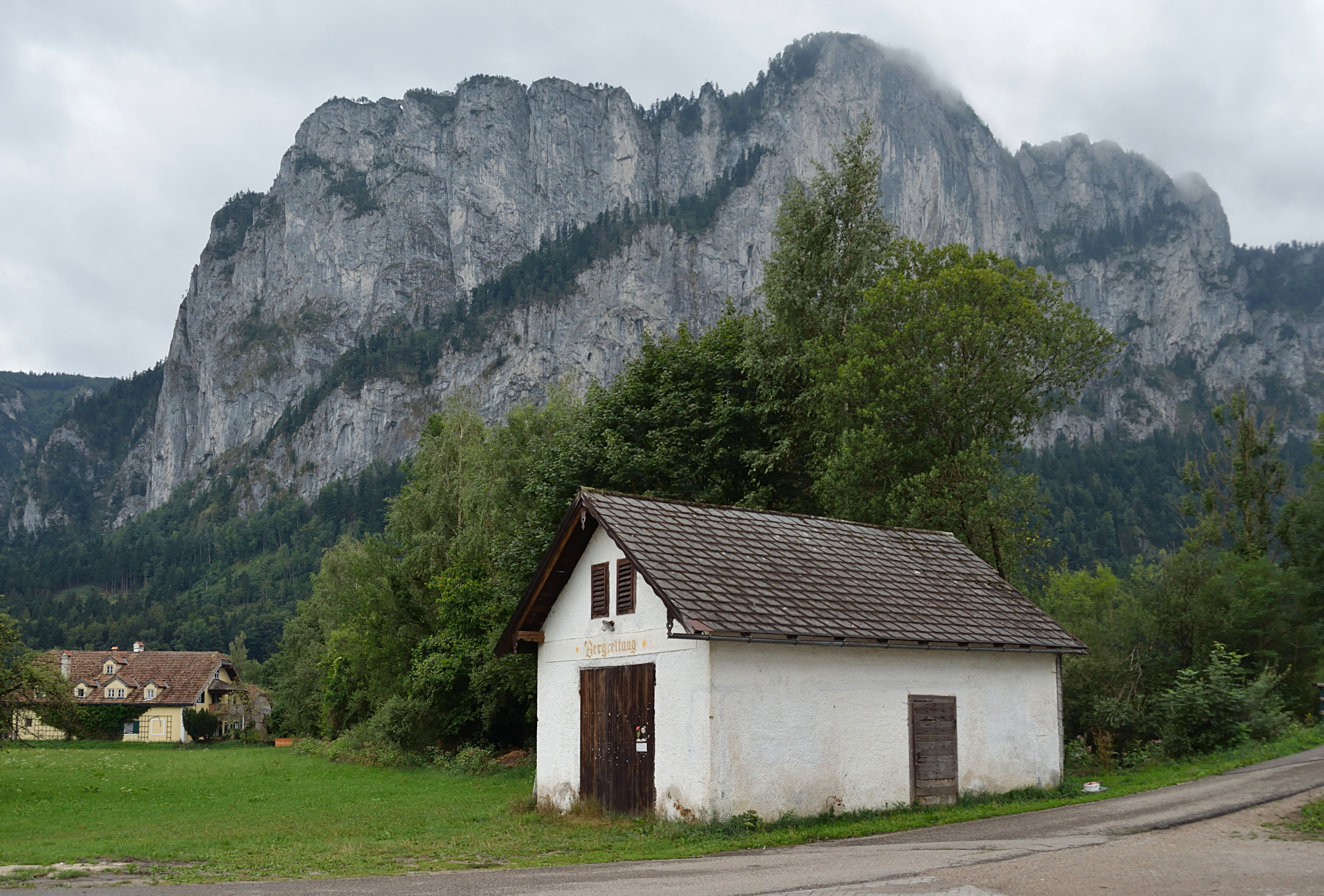
A Drachenwand

Sankt Lorenz Felső-Ausztria Hausruckviertel régiójában helyezkedik el, a Mondsee nyugati partján, a Drachenwand hegyének lábánál. Legjelentősebb folyóvíze a tóba ömlő Fuschler Ache. Területének 38,5%-a erdő, 52,1% áll mezőgazdasági művelés alatt. Az önkormányzat 3 településrészt, illetve falut egyesít: Keuschen (883 lakos 2018-ban), Scharfling (56 lakos) és St. Lorenz (1554 lakos). A község Innerschwanddal és Tiefgrabennl közös polgármesteri hivatala Mondseeben található. 
A környező önkormányzatok: északra Tiefgraben, északkeletre Mondsee, délre Sankt Gilgen, délnyugatra Fuschl am See, nyugatra Thalgau (az utóbbi három Salzburg tartományban).

## Története
Ie. 3600-3300 között a mondseei kultúra népe lakott a mai község területén, a tópartra épített cölöpházaiban. Településüket már a 19. században feltárták.
St. Lorenz eredetileg a Bajor Hercegség keleti határán helyezkedett el, a 12. században viszont átkerül az Osztrák Hercegséghez. 1490-től az Enns fölötti Ausztria része volt. A napóleoni háborúk során a franciákkal szövetséges bajorok több alkalommal megszállták. 
1918-ban a köztársaság megalakuláskor Felső-Ausztria tartományhoz sorolták, majd miután 1938-ban az ország csatlakozott a Német Birodalomhoz, az Oberdonaui gau része lett. A második világháború után visszahelyezték Felső-Ausztriához. 

## Lakosság
A st. lorenzi önkormányzat területén 2018 januárjában 2493 fő élt. A lakosságszám 1961 óta gyarapodó tendenciát mutat. 2015-ben a helybeliek 91,3%-a volt osztrák állampolgár; a külföldiek közül 4,8% a régi (2004 előtti), 2% az új EU-tagállamokból érkezett. 1,3% a volt Jugoszlávia (Szlovénia és Horvátország nélkül) vagy Törökország, 0,6% egyéb országok polgára. 2001-ben a lakosok 85,8%-a római katolikusnak, 3,2% evangélikusnak, 1,9% mohamedánnak, 5,4% pedig felekezeten kívülinek vallotta magát. Ugyanekkor 3 magyar élt a községben. 

## Látnivalók
- a Szt. Lőrinc plébániatemplom 1730-ban épült

## Fordítás
- Ez a szócikk részben vagy egészben  a   St. Lorenz (Oberösterreich) című német Wikipédia-szócikk ezen változatának fordításán alapul.  Az eredeti cikk szerkesztőit annak laptörténete sorolja fel. Ez a jelzés csupán a megfogalmazás eredetét és a szerzői jogokat jelzi, nem szolgál a cikkben szereplő információk forrásmegjelöléseként.